# Limited liability company
Limited liability company (LLC) — специфічна для США форма приватного товариства з обмеженою відповідальністю. Це бізнес-структура, яка може поєднувати оподаткування товариства з обмеженою відповідальністю або фізичної особи з обмеженою відповідальністю корпорації. LLC за законодавством США не корпорація; це юридична форма компанії, яка забезпечує обмежену відповідальність перед своїми власниками у багатьох юрисдикціях. LLC добре відомі гнучкістю, яку вони надають власникам бізнесу.
Залежно від ситуації, LLC може обрати використання правил корпоративного оподаткування замість того, щоб розглядатися як товариство, і за певних обставин LLC можуть бути організовані як некомерційні. У деяких штатах США (наприклад, Техас) підприємствам, які надають професійні послуги, що вимагають державної професійної ліцензії, як-от юридичні чи медичні послуги, може бути відмовлено у створенні LLC, тож натомість використовують іншу форму організації, яка називається професійною компанією з обмеженою відповідальністю (PLLC).
LLC — гібридна юридична особа, яка має певні характеристики як корпорації, ТОВ і приватного власника. Основною характеристикою, яку LLC поділяє з корпорацією, є обмежена відповідальність, а основною схожістю з ТОВ є наявність податку на прибуток. Як суб'єкт господарювання, LLC, завдяки гнучкості, добре підходить для компаній з одним власником.

## Історія
Першим штатом, який прийняв закон, що затверджував LLC був Вайомінг у 1977 році. Закон був проектом Hamilton Brothers Oil Company, яка прагнула організувати свій бізнес у Сполучених Штатах із пільгами щодо відповідальності та оподаткування, подібними до тих, які вона отримала в Панамі. Форма не стала одразу популярною, частково через невизначеність податкового режиму Службою внутрішніх доходів. Після постанови IRS у 1988 році про те, що LLC зі штату Вайомінг можна оподатковувати як товариства, інші штати теж почали приймати статути LLC. До 1996 року всі 50 штатів мали статути LLC.